# Distretto di Zhonglou
Il distretto di Zhonglou (钟楼区S, Zhōnglóu QūP) è un distretto della Cina, situato nella provincia di Jiangsu e amministrato dalla prefettura di Changzhou.